# Liste der Kulturdenkmale in Murrhardt

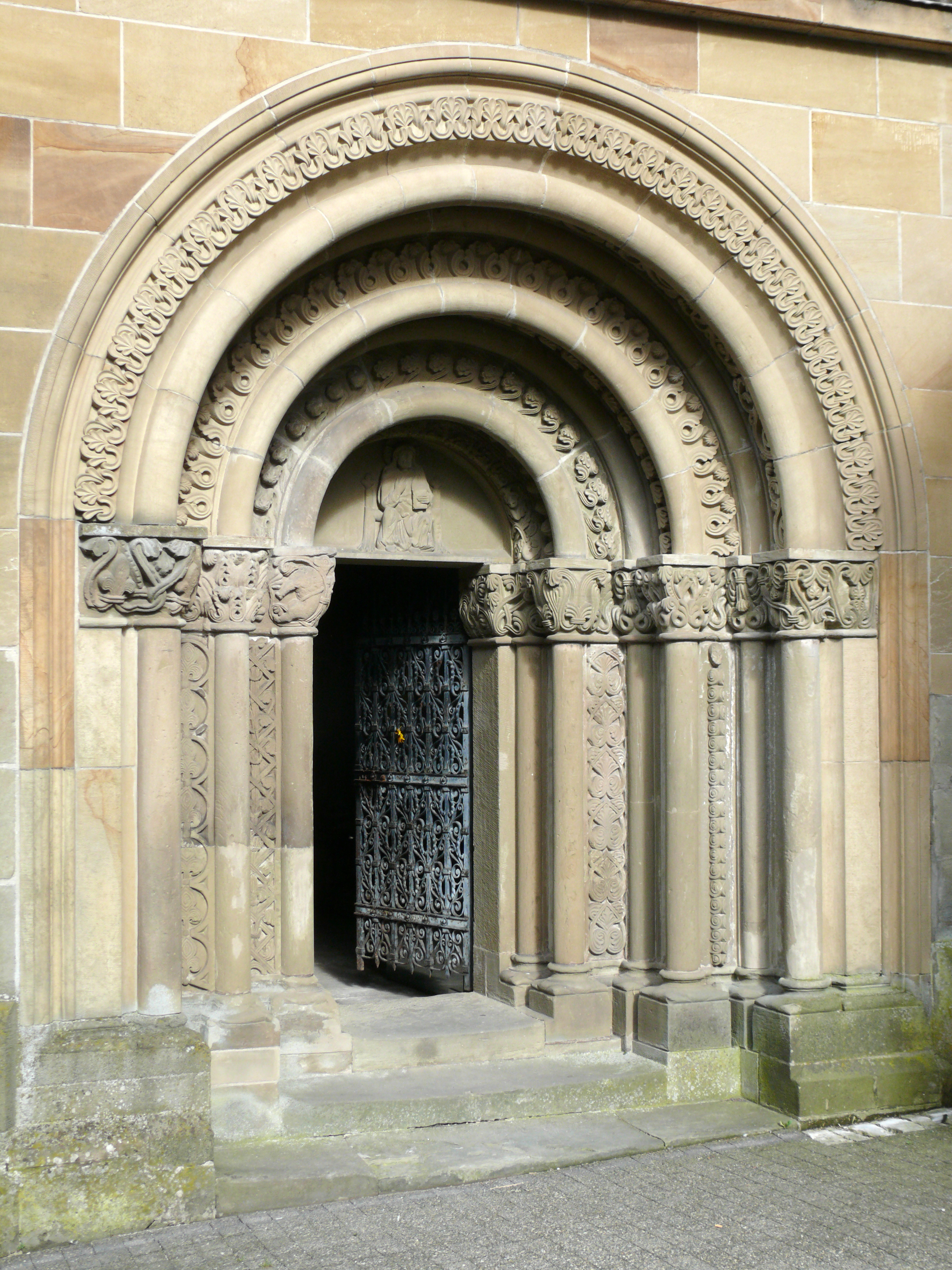
Portal der Walterichskapelle

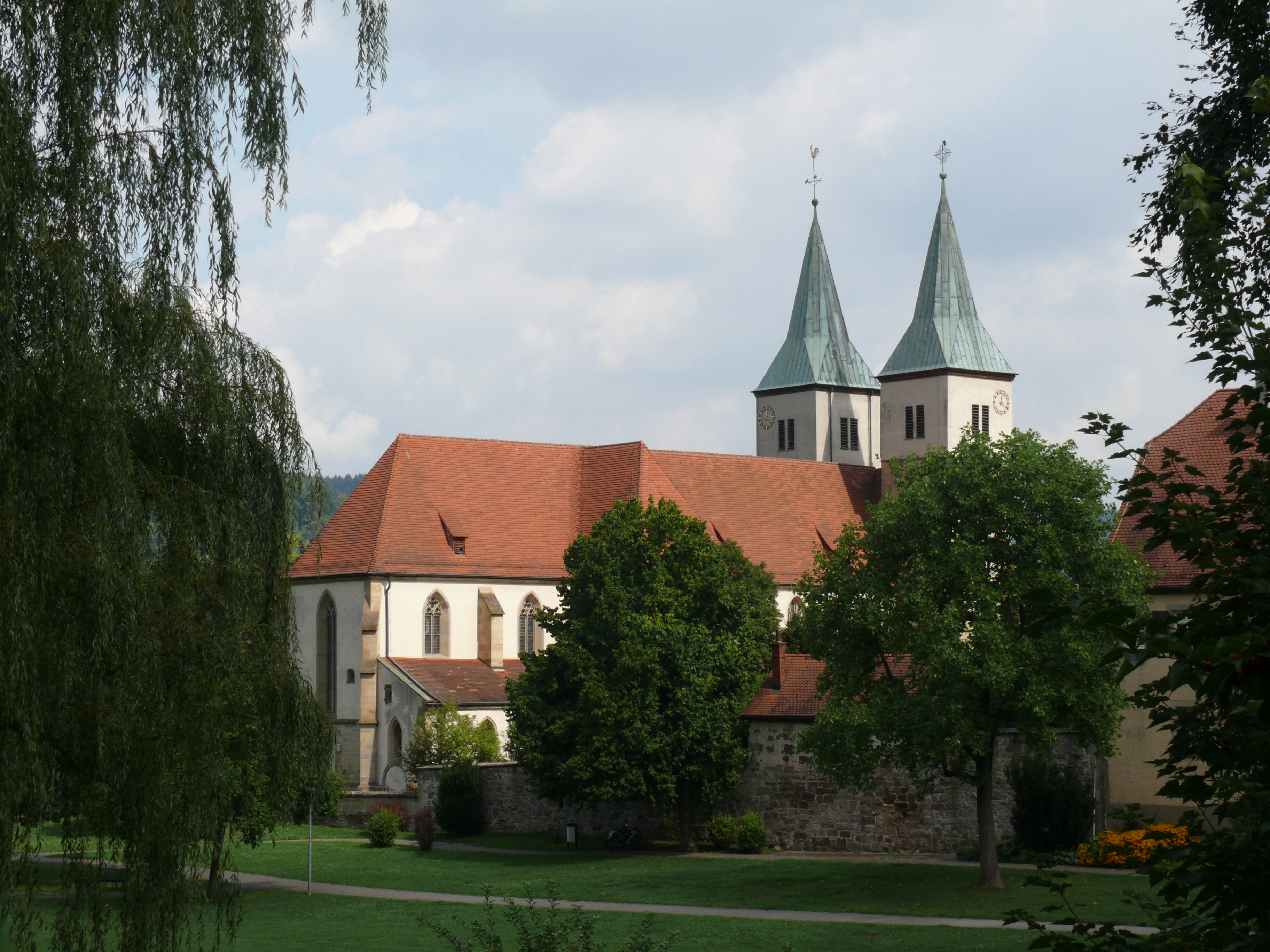
Stadtkirche von Murrhardt

In der Liste der Kulturdenkmale in Murrhardt sind Bau- und Kunstdenkmale der Stadt Murrhardt verzeichnet. Die Liste wurde nach einer Veröffentlichung des Landesamtes für Denkmalpflege Baden-Württemberg erstellt.
Diese Liste ist nicht rechtsverbindlich. Eine rechtsverbindliche Auskunft ist lediglich auf Anfrage bei der Unteren Denkmalschutzbehörde der Stadt Murrhardt oder des Rems-Murr-Kreises erhältlich.

## Allgemein
- Bild: Zeigt ein ausgewähltes Bild aus Commons, „Weitere Bilder“ verweist auf die Bilder im Medienarchiv Wikimedia Commons.
- Bezeichnung: Nennt den Namen, die Bezeichnung oder die Art des Kulturdenkmals.
- Lage: Straßenname und Hausnummer oder Flurstücknummer des Kulturdenkmals, gegebenenfalls auch den Ortsteil. Die Grundsortierung der Liste erfolgt nach dieser Adresse. Der Link (Karte) führt zu verschiedenen Kartendiensten mit der Position des Kulturdenkmals. Fehlt dieser Link, wurden die Koordinaten noch nicht eingetragen. Sind diese bekannt, können sie über ein Tool mit einer Kartenansicht einfach nachgetragen werden. In dieser Kartenansicht sind Kulturdenkmale ohne Koordinaten mit einem roten bzw. orangen Marker dargestellt und können durch Verschieben auf die richtige Position in der Karte mit Koordinaten versehen werden. Kulturdenkmale ohne Bild sind an einem blauen bzw. roten Marker erkennbar.
- Datierung: Baubeginn, Fertigstellung, Datum der Erstnennung oder grobe zeitliche Einordnung entsprechend des Eintrags in der zuständigen Denkmaldatenbank (Landesamt für Denkmalpflege Baden-Württemberg).
- Beschreibung: Kurzcharakteristik des Kulturdenkmals.

## Kulturdenkmale nach Ortsteilen

### Murrhardt
| Bild           | Bezeichnung | Lage | Datierung                              | Beschreibung | ID |
| -------------- | --- | --- | -------------------------------------- | --- | -- |
|                | Eisenbahnbrücke | (Flst.Nr. 0-1182) |                                        | Eisenbahnbrücke, Geschützt nach §§ P DSchG |    |
|                | Bogenbrücke | (Flst.Nr. 0-80/3) |                                        | Bogenbrücke Geschützt nach § 2 DSchG |    |
|                | Wohnhaus | Bahnhofstraße 4 (Flst.Nr. 0-133) (Karte) |                                        | Wohnhaus Geschützt nach § 2 DSchG |    |
|                | Wohnhaus | Bahnhofstraße 11 (Flst.Nr. 0-129) (Karte) |                                        | Wohnhaus Geschützt nach § 2 DSchG |    |
|                | Bahnhof | Bahnhofstraße 24 (Flst.Nr. 0-1417) (Karte) |                                        | Bahnhof: Empfangsgebäude Geschützt nach § 2 DSchG |    |
|                | Wohnhaus | Bahnhofstraße 31 (Flst.Nr. 0-110) (Karte) |                                        | Wohnhaus Geschützt nach § 2 DSchG |    |
|                | Wohnhaus | Bahnhofstraße 39 (Flst.Nr. 0-1438/1) (Karte) |                                        | Wohnhaus Geschützt nach § 2 DSchG |    |
|                | Doppelhaus | Brandgasse 3, 5 (Flst.Nr. 0-20/19, 0-20/20) (Karte) |                                        | Doppelhaus Geschützt nach § 2 DSchG | BW |
|                | Doppelhaus | Brandgasse 4, 6 (Flst.Nr. 0-13/3, 0-13/4) (Karte) |                                        | Doppelhaus Geschützt nach § 2 DSchG | BW |
|                | Gasthaus Zur Traube | Brandgasse 7 (Flst.Nr. 0-20/17) (Karte) | 1766                                   | Das Gasthaus Zur Traube gehört seit 1766 zu den alten Murrhardter Gaststätten. Geschützt nach § 2 DSchG |    |
|                | Wohnhaus | Brandgasse 11 (Flst.Nr. 0-21/26) (Karte) |                                        | Wohnhaus Geschützt nach § 2 DSchG |    |
|                | Wohnhaus | Brunnengasse 5 (Flst.Nr. 0-44) (Karte) |                                        | Wohnhaus Geschützt nach § 2 DSchG | BW |
|                | Wohnhaus, ehemaliges Tuchwirkerhaus                                                                                           | Entengasse 6 (Flst.Nr. 0-12/6) (Karte) | 1767                                   | Das stattliche Bürgerhaus von 1767 wurde mehrfach umgebaut und lässt somit Fachwerkkonstruktionen aus verschiedenen Jahrhunderten erkennen. Der reich gestaltete Eckpfosten ist original erhalten. Geschützt nach § 2 DSchG | BW |
| Weitere Bilder | Gefallenendenkmal | Feuersee (Flst.Nr. 0-74) (Karte) |                                        | Gefallenendenkmal Geschützt nach § 2 DSchG |    |
|                | Projektionsanlage eines Kinos                                                                                                 | Fornsbacher Straße 29 |                                        | (im Gebäude) Projektionsanlage eines Kinos mit Zubehör Geschützt nach § 2 DSchG |    |
|                | Gartenhaus | Fornsbacher Straße 65 (Flst.Nr. 0-207/4) (Karte) |                                        | Gartenhaus. Am 14. April 2024 abgebrannt. Geschützt nach § 2 DSchG |    |
|                | Inschriftstein | Gartenstraße 21 (Karte) |                                        | Inschriftstein (am Gebäude) Geschützt nach § 2 DSchG | BW |
|                | Wohnhaus | Graben 33 (Flst.Nr. 0-25/6) (Karte) |                                        | Wohnhaus Geschützt nach § 2 DSchG |    |
|                | Ackerbürgerhaus | Graben 45 (Flst.Nr. 0-194/5) (Karte) | um 1790                                | Dieses Wohnhaus ist ein ungewöhnlich großes, dreigeschossiges Fachwerkhaus aus den Jahren um 1790. Die Eckpfosten im zweiten Geschoss sind mit Schnitzereien versehen. Geschützt nach § 2 DSchG |    |
|                | Wohnhaus | Graben 53 (Flst.Nr. 0-34) (Karte) |                                        | Wohnhaus Geschützt nach § 2 DSchG |    |
|                | Wohnhaus und Schmiede – Sachgesamtheit                                                                                        | Graben 55, 57 (Flst.Nr. 0-41/1, 0-42/2) (Karte) |                                        | Wohnhaus und Schmiede (Sachgesamtheit) Geschützt nach § 2 DSchG |    |
|                | Wohnhaus | Graben 58 (Flst.Nr. 0-10/3) (Karte) |                                        | Wohnhaus Geschützt nach § 2 DSchG | BW |
|                | Wohnhaus | Graben 60 (Flst.Nr. 0-10/5) (Karte) |                                        | Wohnhaus Geschützt nach § 2 DSchG | BW |
|                | Sichtfachwerkgefüge mit Eckpfosten                                                                                            | Graben 63 (Flst.Nr. 0-43/6) (Karte) | 1556                                   | Das Sichtfachwerkgefüge mit Eckpfosten ist vom ehemaligen „Badhaus“ noch denkmalgeschützt. Das Gebäude in der oberen Vorstadt wurde 1556 erbaut. Im Haus lebte und arbeitete der Uhrmacher und Dreher Johann Friedrich Eger und sein Sohn, Hofmaler Georg Adam Eger (1727–1808), der in Darmstadt, Schwäbisch Hall und auch in Hohenlohe wirkte. Geschützt nach § 2 DSchG |    |
|                | Wirtshausschild | Hauptstraße 1 (Flst.Nr. 0-19/7) (Karte) |                                        | Das Wirtshausschild am Gasthaus zum Ochsen ist geschützt an diesem Haus, das um 1632 zum ersten Mal erwähnt wurde. Das Schild ist wohl vom Schmied Johann Adam Nägele gefertigt. Das Gebäude ist nach 1945 neu errichtet worden. Geschützt nach § 2 DSchG |    |
|                | Wirtshausschild | Hauptstraße 9 (Flst.Nr. 0-1994/3) (Karte) |                                        | Wirtshausschild Geschützt nach § 2 DSchG |    |
|                | Wohnhaus | Hauptstraße 12 (Flst.Nr. 0-21/6) (Karte) |                                        | Wohnhaus Geschützt nach § 2 DSchG |    |
| Weitere Bilder | Gasthof Zum Engel | Hauptstraße 15 (Flst.Nr. 0-1994/7) (Karte) |                                        | Gasthof Zum Engel Geschützt nach § 2 DSchG |    |
|                | Wohnhaus | Hauptstraße 17 (Flst.Nr. 0-28/1) (Karte) |                                        | Wohnhaus Geschützt nach § 2 DSchG | BW |
|                | Sandsteintafel | Hauptstraße 21 (Flst.Nr. 0-29/1)6 (Karte) |                                        | Sandsteintafel Geschützt nach § 2 DSchG | BW |
|                | Ehemalige Stadtschreiberei | Hauptstraße 23 (Flst.Nr. 0-20/9) (Karte) |                                        | Ehemalige Stadtschreiberei Geschützt nach § 2 DSchG | BW |
|                | Wohnhaus | Hauptstraße 25 (Flst.Nr. 0-20/7) (Karte) |                                        | Wohnhaus Geschützt nach § 2 DSchG | BW |
|                | Eckständer | Hauptstraße 26 (Flst.Nr. 0-1987/3) (Karte) |                                        | Eckständer Geschützt nach § 2 DSchG | BW |
|                | Ehemaliges Gasthaus Zum Hirsch                                                                                                | Hauptstraße 36 (Flst.Nr. 0-1946/18) (Karte) | 1788                                   | Im Klosterlagerbuch von 1577 wird das Haus Zum Hirsch als „altes Rathaus“ bezeichnet, das 1558 an den Marktplatz verlegt wurde. 1765 fiel das Haus einer Feuersbrunst zum Opfer, die Reste des Baus wurden in den Neubau von 1788 integriert. Das Haus war früher auch eine Brauerei und die Heimat vieler Vereine. Geschützt nach § 2 DSchG |    |
|                | Wohnhaus | Hauptstraße 42 (Flst.Nr. 0-1985/12) (Karte) |                                        | Wohnhaus Geschützt nach § 2 DSchG |    |
|                | Wirtshausschild | Helfergasse 1 (Flst.Nr. 0-1945/2) (Karte) |                                        | Wirtshausschild Geschützt nach § 2 DSchG |    |
|                | Wirtschaftshof des Klosters und Teile der Klostermauer – Sachgesamtheiten                                                     | Helfergasse 2, 4, 8, 10, 14, Klosterhof 1, 2 (Flst.Nr. 0-5/1, 0-5/3, 0-5/4, 0-5/5, 0-5/6, 0-5/7, 0-5/8, 0-6/1, 0-6/2) (Karte) | 1548 (Langer Bau), 1596 (Zehntscheuer) | Wirtschaftshof des Klosters mit: - Langer Bau: Dieser ist ein ehemaliges Wirtschaftsgebäude des Klosters mit Stallungen und Remisen. 1551 und 1765 durch Brände weitestgehend zerstört. Er war das erste Großprojekt der Stadtsanierung. - Zehntscheuer: Die Zehntscheuer ist eines der ältesten Gebäude der Stadt (1596), das nicht dem Brand von 1765 zum Opfer fiel. Heute ist eine Musikschule dort untergebracht. - Faselviehscheuer: Die ehemalige Faselviehscheuer beherbergte früher die Geräte der Feuerwehr. Heute sind dort die Murrlichtspiele, ein kommunales Kino, untergebracht. (Sachgesamtheit) Und Teile der Klostermauer, siehe Entengasse 11..., Sachgesamtheit Stadtbefestigung Geschützt nach § 2 DSchG |    |
|                | Eckpfosten am Wohnhaus eines Glasmachers                                                                                      | Helfergasse 15 (Flst.Nr. 0-1946/5) (Karte) | 1766                                   | Der Eckpfosten im Obergeschoss zeigt das Berufszeichen des Glasmachers und Bauherrn Johann Christian Vogel, gekreuzte Glasbläserpfeifen, Zangen und Rundeisen. Geschützt nach § 2 DSchG |    |
|                | Wohnhaus | Helfergasse 21 (Flst.Nr. 0-1985/6) (Karte) |                                        | Wohnhaus Geschützt nach § 2 DSchG |    |
|                | Helferhaus, ehemaliges Oberdiakonat                                                                                           | Helfergasse 22 (Flst.Nr. 0-15/3) (Karte) | um 1780                                | Das ehemalige Oberhelferratshaus – aus der Zeit um 1780 – beheimatete einst die Heiligenpflege und die Stiftung der Murrhardter Sozial- und Armenkasse. Das Haus war auch Wohnung des „Pfarrhelfers“, Diakon des Prälaten und des Ersten Stadtpfarrers, der auch zeitweilig Präzeptor und Rektor der Lateinschule (ehemalige Klosterschule) war. Hier wohnten die ersten evangelischen Gemeindepfarrer. Den Garten umgrenzt noch ein Teil der Klostermauer (hier als Gartenmauer genutzt). siehe Entengasse 11..., Sachgesamtheit Stadtbefestigung Geschützt nach § 2 DSchG |    |
|                | Handwerkerhaus | Helfergasse 34 (Flst.Nr. 0-76/3) (Karte) |                                        | Handwerkerhaus Geschützt nach § 2 DSchG |    |
|                | Katholische Kirche St. Maria                                                                                                  | Kaiser-Ludwig-Straße 27 (Flst.Nr. 0-900) (Karte) | 1967–1969                              | Katholische Kirche St. Maria, mit Vorplatz und Grünfläche, Architekt Hans Werner Merkle, 1967–1969 Geschützt nach § 2 DSchG | BW |
|                | Wirtshausschild | Karlstraße 6 (Flst.Nr. 0-92/2) (Karte) | 1930                                   | Das Gasthaus Sonne war ab 1841 die Posthalterei. Das Wirtshausschild wurde 1930 vom Haller Kunstschmied Emil Schmidt gefertigt. 2016 wurde das Gebäude historisierend neu errichtet. Geschützt nach § 2 DSchG |    |
|                | Wirtshausschild | Karlstraße 18 (Flst.Nr. 0-94) (Karte) |                                        | Wirtshausschild Geschützt nach § 2 DSchG | BW |
|                | Bürgermühle – Sachgesamtheit                                                                                                  | Karlstraße 60, 62 (Flst.Nr. 0-1440/10, 0-1440/11) (Karte) | 1684                                   | Bürgermühle (Sachgesamtheit): Im ältesten Kern von 1684 ist die Mühle ein langer Fachwerkbau am Murrufer. Der Mühlenbetrieb wurde 1915/16 eingestellt. Trotz des Umbaus der Scheune zum Wohnhaus wirkt das Ensemble immer noch wie ein Mühlengehöft. Geschützt nach § 2 DSchG |    |
|                | Wohnhaus | Kirchgasse 4 (Flst.Nr. 0-1995/8) (Karte) |                                        | Wohnhaus Geschützt nach § 2 DSchG |    |
|                | Doppelwohnhaus | Kirchgasse 6, Untere Schulgasse 22 (Flst.Nr. 0-17/4) (Karte) |                                        | Doppelwohnhaus, auf den Teilen der Stadtmauer aufsitzend, siehe Entengasse 11..., Sachgesamtheit Stadtbefestigung. Geschützt nach § 2 DSchG |    |
|                | Stadtbefestigung mit Stadt- und Klostermauer                                                                                  | Klosterhof 1 – siehe Helfergasse 2; Klosterhof 2 – siehe Helfergasse 2; Klosterhof 1; Brandgasse 14, 15; Entengasse 11; Helfergasse 2, 4, 8, 10, 14, 22, 25; Kirchgasse 6; Klosterhof 2, 4, 5, 5/2; Marktplatz 6; Mittelgasse 3, 7, 37, 39, 41; Obere Schulgasse 6, 7; Sterngasse 7, 8; Untere Schulgasse 6, 8, 10, 18, 20, 22 |                                        | Stadtbefestigung mit Stadt- und Klostermauer, sowie innerstädtischer Klostermauer (Sachgesamtheit §2) Betroffen sind folgende Flurstücke mit den Nummern: 0-2/6, 0-3, 0-3/1, 0-4/1, 0-4/2, 0-5/1, 0-5/3, 0-5/4, 0-5/5, 0-5/6, 0-5/7, 0-5/8, 0-6/2, 0-7/9, 0-7/17, 0-9/3, 0-9/4, 0-9/6, 0-11/12, 0-15/3, 0-17, 0-17/2, 0-17/4, 0-17/5, 0-18/6, 0-18/9, 0-18/14, 0-19/13, 0-19/15, 0-19/18, 0-21/10, 0-21/11, 0-21/13, 0-21/17, 0-21/30, 0-80, 0-1985, 0-1990-1991, 0-1992/1, 0-1992/11, 0-1994/8, 0-1994/10. Geschützt nach §§ 28, 2 DSchG |    |
|                | Evangelischer Pfarrhof | Klosterhof 4 – siehe Klosterhof 1, Klosterhof 5, 5/1, 5/2 (Flst.Nr. 0-3/1, 0-4/2, 0-4/4) (Karte) |                                        | Evangelischer Pfarrhof: - Pfarrhaus (Klosterhof 5, § 28), - Pfarrscheune (Klosterhof 5/1, § 28) und - Waschhaus (Sachgesamtheit, § 2); Pfarr- und Waschhaus mit Stadtmauerrest, siehe Entengasse 11..., Sachgesamtheit Stadtbefestigung Geschützt nach §§ 28, 2 DSchG | BW |
|                | Südflügel der ehemaligen Klausurbauten, heute Evangelisches Gemeindezentrum                                                   | Klosterhof 6 (Flst.Nr. 0-4/2) (Karte) |                                        | Das ehemalige Refektorium und der sogenannte Fürstenbau aus dem 13. Jahrhundert werden heute unter dem Namen „Alte Abtei“ als evangelisches Gemeindehaus genutzt. Geschützt nach § 28 DSchG | BW |
| Weitere Bilder | Ehemalige Klosterkirche (heute evangelische Stadtkirche) und Walterichskapelle                                                | Klosterhof 8, 9 (Flst.Nr. 0-17/5, 0-17/6) (Karte) |                                        | Ehemalige Klosterkirche St. Januarius (heute evangelische Stadtkirche): Auf den Resten römischer Kultgebäude entstand 753 die Urzelle, eine kleine Mönchsniederlassung. 816/17 erfolgte die Klostergründung und ein großer Kirchenbau unter Kaiser Ludwig dem Frommen und Abt Walterich. Zur Jahrtausendwende wurde die Kirche erneuert und 1325 der Ostchor als Grablege für die Grafen von Löwenstein umgebaut. 1434–1445 erfolgte der Neubau der Klosterkirche unter Abt Johannes. 1556 reformiert wurde um 1560 die erste Orgel eingebaut und die Gemeinde erhielt erstmals Zutritt. Nach der Gegenreformation 1632–1648 erfolge 1685 eine neue Ausmalung und 1786–1790 die Barockisierung mit Einbau zahlreicher Emporen. 1867 wurde die Stadtkirche Eigentum der Pfarrgemeinde und neugotisch umgestaltet. Walterichskapelle: Sie ist ein Kleinod spätromanischer Baukunst, ein Höhepunkt der Steinmetzkunst in Süddeutschland, das auf engstem Raum sehr vielfältig ist. Sie wurde 1225–1228 als Teil der Klosterkirche im Rahmen einer Stiftung von Stauferkaiser Friedrich II. errichtet. Durch den Bau eines großen achteckigen Westturms musste Ersatz für eine verlorene Krypta gefunden werden. Die Kapelle diente als Andachtsraum für die Mönche. Der Innenraum ist vollständig original erhalten. Die Außenfassaden wurden im 18. Jahrhundert sowie 1870 und 1971 renoviert. Die dabei abgenommenen Originalsteine befinden sich im Carl-Schweizer-Museum. Geschützt nach § 28 DSchG |    |
|                | Wohnhaus mit Ökonomiegebäude – Sachgesamtheit                                                                                 | Löwengasse 8 (Flst.Nr. 0-10/2) (Karte) |                                        | Wohnhaus mit Ökonomiegebäude (Sachgesamtheit) Geschützt nach § 2 DSchG | BW |
|                | Wohnhaus | Maienweg 12 (Flst.Nr. 0-231/4) (Karte) |                                        | Wohnhaus Geschützt nach § 2 DSchG |    |
|                | Ofenstein | Maienweg 14 (Flst.Nr. 0-231) (Karte) |                                        | Ofenstein Geschützt nach § 2 DSchG | BW |
|                | Marktbrunnen | Marktplatz (Flst.Nr. 0-2) (Karte) | 1570, 1962 (Figur)                     | Die Entstehung des Brunnens geht auf das Jahr 1570 zurück, die Figur stellt den Herzog Christoph von Württemberg dar mit Wappen und Urkundenrolle. Die Marktbrunnenfigur wurde 1962 erneuert. Originalteile: Brunnentrog sowie Teil der Brunnensäule im Carl-Schweizer-Museum (Seegasse 27). Geschützt nach § 28 DSchG | BW |
|                | Eckpfosten | Marktplatz 1 (Flst.Nr. 0-1995/1) (Karte) |                                        | Eckpfosten Geschützt nach § 2 DSchG | BW |
|                | Wohnhaus | Marktplatz 2 (Flst.Nr. 0-1995/3) (Karte) |                                        | Wohnhaus Geschützt nach § 2 DSchG | BW |
|                | Wohnhaus | Marktplatz 3 (Flst.Nr. 0-1995/4) (Karte) |                                        | Wohnhaus Geschützt nach § 2 DSchG | BW |
|                | Ehemalige Oberamtei | Marktplatz 5 (Flst.Nr. 0-2/7) (Karte) |                                        | Ehemalige Oberamtei Geschützt nach § 2 DSchG | BW |
|                | Wappenstein | Marktplatz 6 (Karte) |                                        | Wappenstein und Rest der ehemaligen Klostermauer, siehe Entengasse 11..., Sachgesamtheit Stadtbefestigung Geschützt nach § 2 DSchG | BW |
|                | Wohnhaus | Marktplatz 7 (Flst.Nr. 0-2/1, 0-2/2, 0-2/5) (Karte) |                                        | Wohnhaus Geschützt nach § 2 DSchG | BW |
|                | Wohn- und Geschäftshaus mit Waschhaus – Sachgesamtheit                                                                        | Marktplatz 8 (Flst.Nr. 0-2/4) (Karte) |                                        | Wohn- und Geschäftshaus mit Waschhaus (Sachgesamtheit) Geschützt nach § 2 DSchG | BW |
|                | Rathaus, Sitz des Bürgermeisteramtes                                                                                          | Marktplatz 10 (Flst.Nr. 0-2/9) (Karte) | 1784                                   | Das Rathaus, ursprünglich 1558 erbaut, wurden beim Stadtbrand zerstört. Das heutige Gebäude stammt aus dem Jahr 1784, von Johann Adam Groß geplant. Einst befanden sich im Rathaus eine kleine Markthalle mit Marktmeisteramt und die Amtsstuben für den Gendarm und Büttel sowie die Feuerspritzen. Geschützt nach § 28 DSchG |    |
|                | Wohnhaus | Mittelgasse 9 (Flst.Nr. 0-19/17) (Karte) |                                        | Wohnhaus Geschützt nach § 2 DSchG |    |
|                | Scheune | Mittelgasse 18 (Flst.Nr. 0-20/15) (Karte) |                                        | Scheune Geschützt nach § 2 DSchG | BW |
|                | Wohnhaus, ehemaliges Brunnenmeisterhaus                                                                                       | Mittelgasse 25 (Flst.Nr. 0-7/15) (Karte) | 1766                                   | Dieses Eckhaus an der Brandgasse zeigt an seinem Eckbalken das Datum 1766 und die Initialen des Zimmermeisters Michael Zügel, der auch als Brunnenmeister in städtischen Diensten stand. Geschützt nach § 2 DSchG |    |
|                | Wohnhaus, ehemaliges Fuhrmannshaus                                                                                            | Mittelgasse 37 (Flst.Nr. 0-9/6) (Karte) | 1766                                   | Das Gebäude am Ende der Mittelgasse wurde 1766 nach dem Stadtbrand – teilweise auf der Stadtmauer – wieder aufgebaut. Das Fachwerk zeigt Schmuckelemente und die Initialen eines Zimmermanns an einem Eckbalken auf. Es ist ein Wohnhaus mit Stadtmauerteil, siehe Entengasse 11..., Sachgesamtheit Stadtbefestigung. Geschützt nach § 2 DSchG |    |
|                | Doppelhaus | Mittelgasse 39, 41 (Flst.Nr. 0-9/3, 0-9/4) (Karte) |                                        | Doppelhaus mit Stadtmauerrest, siehe Entengasse 11..., Sachgesamtheit Stadtbefestigung. Geschützt nach § 2 DSchG |    |
|                | Wohnhaus | Murrgasse 9 (Flst.Nr. 0-106/1) (Karte) |                                        | Wohnhaus Geschützt nach § 2 DSchG |    |
|                | Wohnhaus | Murrgasse 11 (Flst.Nr. 0-107) (Karte) |                                        | Wohnhaus Geschützt nach § 2 DSchG |    |
|                | Wohnhaus | Nägelestraße 2 (Flst.Nr. 0-96/5) (Karte) |                                        | Wohnhaus Geschützt nach § 2 DSchG |    |
|                | Wohnhaus | Obere Schulgasse 4 (Flst.Nr. 0-21/18) (Karte) |                                        | Wohnhaus Geschützt nach § 2 DSchG | BW |
|                | Sogenanntes Grabenschulhaus                                                                                                   | Obere Schulgasse 6 (Flst.Nr. 0-21/17) (Karte) | 1770, 1985/86 (Sanierung)              | Das sogenanntes Grabenschulhaus war einst die Oberschule, zeitweise war ebenso die Lateinschule, später Pro-Gymnasium, hier untergebracht. Nach der Sanierung 1986 dient das Gebäude wieder als Schulgebäude für die Volkshochschule. In ihm wurde 1863 der Ehrenbürger Hermann Julius Losch geboren. Geschützt nach § 2 DSchG |    |
|                | Wohnhaus | Postgasse 5 (Flst.Nr. 0-91) (Karte) |                                        | Wohnhaus Geschützt nach § 2 DSchG | BW |
|                | Hofanlage und ehemaliges Gasthaus – Sachgesamtheit                                                                            | Riesbergstraße 1, 3, 5 (Flst.Nr. 0-46/3, 0-46/6, 0-46/7) (Karte) |                                        | Hofanlage und ehemaliges Gasthaus (Sachgesamtheit). Geschützt nach § 2 DSchG |    |
|                | Wohnhaus mit Gartenzaun – Sachgesamtheit                                                                                      | Riesbergstraße 22 (Flst.Nr. 0-566/1) (Karte) |                                        | Wohnhaus mit Gartenzaun (Sachgesamtheit). Geschützt nach § 2 DSchG |    |
|                | Wohnhaus mit Gartenzaun – Sachgesamtheit                                                                                      | Riesbergstraße 25 (Flst.Nr. 0-527/1) (Karte) |                                        | Wohnhaus mit Gartenzaun (Sachgesamtheit). Geschützt nach § 2 DSchG |    |
|                | Villa (ehemaliges Luftkurhaus)                                                                                                | Riesbergstraße 124 (Flst.Nr. 0-627/5) (Karte) |                                        | Villa (ehemaliges Luftkurhaus). Geschützt nach § 2 DSchG |    |
|                | Villa | Riesbergstraße 128 (Flst.Nr. 0-627/4) (Karte) |                                        | Villa Geschützt nach § 2 DSchG |    |
|                | Wirtshausschild | Seegasse 3 (Flst.Nr. 0-14/7) (Karte) |                                        | Wirtshausschild Geschützt nach § 2 DSchG |    |
| Weitere Bilder | Eisenbahnbrücke 1264 (südlicher Überbau)                                                                                      | Siegelsberger Straße (Flst.Nr. 0-1543, 0-1600) (Karte) |                                        | Eisenbahnbrücke 1264 (südlicher Überbau) Geschützt nach § 2 DSchG |    |
|                | Rümelinsmühle – Sachgesamtheit                                                                                                | Siegelsberger Straße 23 (Flst.Nr. 0-150, 0-1544/19) (Karte) | 1799                                   | Die Rümelinsmühle von 1799 ist heute noch in Betrieb. Auch das Wasserrad in einem Anbau an der Ostseite wird noch benutzt. Geschützt nach § 2 DSchG |    |
|                | Wohnhaus | Sterngasse 6 (Flst.Nr. 0-1992/2) (Karte) |                                        | Wohnhaus Geschützt nach § 2 DSchG |    |
|                | Wohnhaus mit Backhaus – Sachgesamtheit                                                                                        | Untere Schafscheuer 1 (Flst.Nr. 0-1127/3) (Karte) |                                        | Wohnhaus mit Backhaus (Sachgesamtheit) Geschützt nach § 2 DSchG | BW |
|                | Doppelhaus mit Stadtmauerrest Stadtbefestigung                                                                                | Untere Schulgasse 6, 8 (Flst.Nr. 0-21/10, 0-21/11) (Karte) |                                        | Doppelhaus mit Stadtmauerrest, siehe Entengasse 11..., Sachgesamtheit Stadtbefestigung. Geschützt nach § 2 DSchG |    |
|                | Wohnhaus mit Stadtmauerrest                                                                                                   | Untere Schulgasse 18 (Flst.Nr. 0-18/6) (Karte) |                                        | Wohnhaus mit Stadtmauerrest, siehe Entengasse 11..., Sachgesamtheit Stadtbefestigung. Geschützt nach § 2. DSchG |    |
|                | Ehemalige Knaben- und Elementarschule                                                                                         | Untere Schulgasse 20 (Flst.Nr. 0-17/4) (Karte) | 1814                                   | Die Knabenschule (vermutlich) und Elementarschule stammt aus dem Jahr 1814; sie hat ein einfaches Ständerfachwerk. Mit Stadtmauerrest, siehe Entengasse 11..., Sachgesamtheit Stadtbefestigung. Geschützt nach § 2 DSchG |    |
|                | Ehemaliges Klosterschäferhaus, jetzt Stadtarchiv                                                                              | Walterichsweg 18 (Flst.Nr. 0-916/7) (Karte) | 1725                                   | Dieses Klosterschäferhaus ist ein besonderes Gebäude mit altem Kern aus dem 17. Jahrhundert, das 1725 erneuert und zur Wohnung des Klosterschäfers umgebaut wurde. Es war ursprünglich ein Spital, also eine Pilgerherberge und „Sozialstation“ auf dem Weg zum Ölberg und der alten Pilgerstaffel gelegen. Geschützt nach § 2 DSchG | BW |
|                | Ehemaliges Armenhaus | Walterichsweg 41 (Flst.Nr. 0-83) (Karte) | 1770                                   | Ehemaliges Armenhaus, das heute als „Totengräberhaus“ bekannt ist. Es wurde 1981 saniert. Geschützt nach § 2 DSchG |    |
| Weitere Bilder | Walterichskirche (§ 28) und Walterichsfriedhof mit Umfassungsmauer, Rundbogentor mit schmiedeeisernem Gitter – Sachgesamtheit | Walterichsweg 43 (Flst.Nr. 0-72/16, 0-73/1, 0-74/1, 0-83, 0-86/1, 0-87, 0-87/1) (Karte) | 1489                                   | Die heutige Walterichskirche (ehemals St. Maria) wurde 1489 erbaut, ältere Teile wurden dabei mit verwendet. Der Turm ist von 1330. Die Kirche war Murrhardts Pfarr-, Friedhofs- und Wallfahrtskirche. Auf Resten römischer Kultbauten zuerst als Holzbau entstanden, durchlief das Gebäude zahlreiche Bauphasen. Im Inneren zeugen das Grab Walterichs und historische Grabsteine sowie ein romanisches Tympanon von der langen Geschichte. Am Gründonnerstag 1535 fand hier der erste evangelische Gottesdienst in Murrhardt statt. Über viele Jahrhunderte führte auf ihrer nördlichen Seite eine Pilgerstaffel zum Ölberg. Einzeldenkmale der Sachgesamtheit: - Walterichskirche (§ 28) und - Walterichsfriedhof mit Umfassungsmauer, Rundbogentor mit schmiedeeisernem Gitter: - Grabstellen bis 1918, sowie - Grab Nr. 11/12 (Forstmeister Steck) und - Nr. 721/4 (Kunstmaler Reinhold Nägele) (Sachgesamtheit, § 2) Geschützt nach §§ 28, 2 DSchG |    |

### Eisenschmiedmühle
| Bild | Bezeichnung                               | Lage                                                | Datierung | Beschreibung                                                       | ID |
| ---- | ----------------------------------------- | --------------------------------------------------- | --------- | ------------------------------------------------------------------ | -- |
|      | Ehemaliges Mühlengehöft, (Sachgesamtheit) | Eisenschmiedmühle 3 (Flst.Nr. 2-279, 2-281) (Karte) |           | Ehemaliges Mühlengehöft, (Sachgesamtheit) Geschützt nach § 2 DSchG | BW |

### Fornsbach
| Bild | Bezeichnung                                | Lage                                                | Datierung                      | Beschreibung | ID |
| ---- | ------------------------------------------ | --------------------------------------------------- | ------------------------------ | --- | -- |
|      | Bauernhaus                                 | Marktstraße 18 (Flst.Nr. 0-11/1) (Karte)            | 1822                           | Bauernhaus vom Typ des gestelztes Wohnstallhauses, gemauert und Fachwerk unter Satteldach. Eckpfosten geschnitzt. Sinnspruchtafel. Mehrfach bezeichnet auf die Erbauer, mit Jahreszahl 1822. Fachwerk 1977 stark erneuert. Geschützt nach § 2 DSchG | BW |
|      | Bauernhaus                                 | Marktstraße 23 (Flst.Nr. 0-76/2) (Karte)            | 1721                           | Bauernhaus vom Typ des gestelzten Wohnstallhauses, gemauert und Fachwerk unter Satteldach. Durch Scheunenanbau und Zwerchgiebelhaus entstellt. Eckpfosten geschnitzt und bezeichnet „1721“. Geschützt nach § 2 DSchG                                | BW |
|      | Schulhaus mit Einfriedung – Sachgesamtheit | Schulstraße 3 (Flst.Nr. 0-54/1, 0-60) (Karte)       |                                | Schulhaus mit Einfriedung (Sachgesamtheit) Geschützt nach § 2 DSchG | BW |
|      | Brücke über den Fornsbach                  | Schäferstraße (Flst.Nr. 0-11, 0-140, 0-165) (Karte) | Erstes Viertel 19. Jahrhundert | Aus einem Rundbogen geschlagen, quaderverblendet. Erstes Viertel des 19. Jahrhunderts. Geschützt nach § 2 DSchG | BW |

### Gänshof
| Bild | Bezeichnung | Lage                               | Datierung | Beschreibung                        | ID |
| ---- | ----------- | ---------------------------------- | --------- | ----------------------------------- | -- |
|      | Bauernhaus  | Gänshof 1 (Flst.Nr. 1-115) (Karte) |           | Bauernhaus Geschützt nach § 2 DSchG | BW |

### Göckelhof
| Bild | Bezeichnung                                             | Lage                                                   | Datierung | Beschreibung                                                                                                   | ID |
| ---- | ------------------------------------------------------- | ------------------------------------------------------ | --------- | --- | -- |
|      | Brücke Nr. 517 (im Zug der L 1120 über den Göckelbach). | L 1120 (Flst.Nr. 0-750, 0-751/1, 2-200, 2-216) (Karte) |           | In einem Segmentbogen gewölbt, mit Quaderbrüstung. erste Hälfte des 19. Jahrhunderts. Geschützt nach § 2 DSchG | BW |

### Harbach
| Bild | Bezeichnung                         | Lage                                           | Datierung | Beschreibung | ID |
| ---- | ----------------------------------- | ---------------------------------------------- | --------- | --- | -- |
|      | Ehemaliges gestelztes Wohnstallhaus | Harbacher Straße 13 (Flst.Nr. 1-49/1) (Karte)  | um 1800   | Gemauertes Erdgeschoss noch mit altem Kellertor, sonst verändert, ebenso der verputzte Fachwerkstock, um 1800. Geschützt nach § 2 DSchG     | BW |
|      | Doppelscheune mit Ställen           | Harbacher Straße 16 (Flst.Nr. 1-17) (Karte)    | 1837      | Gemauert und Fachwerk. Eckpfosten geschnitzt und bemalt, mit Inschrift; ebenso über den Toren. „1837“ Geschützt nach § 2 DSchG              | BW |
|      | Gasthaus Zum Lamm                   | Harbacher Straße 18 (Flst.Nr. 1-174/2) (Karte) | um 1800   | Vom Bau der Zeit um 1800 noch die vordere Giebelseite, gemauert und Fachwerk verputzt, in den Öffnungen verändert. Geschützt nach § 2 DSchG | BW |

### Hausen
| Bild | Bezeichnung                                                         | Lage                                                        | Datierung | Beschreibung                                                                                 | ID |
| ---- | ------------------------------------------------------------------- | ----------------------------------------------------------- | --------- | -------------------------------------------------------------------------------------------- | -- |
|      | Bauernhaus                                                          | Burgbergstraße 5 (Flst.Nr. 2-11, 2-11/1, 2-33) (Karte)      |           | Bauernhaus Geschützt nach § 2 DSchG                                                          |    |
|      | Backhaus                                                            | Burgbergstraße 7 (Flst.Nr. 2-17) (Karte)                    |           | Backhaus Geschützt nach § 2 DSchG                                                            | BW |
|      | Schafscheune                                                        | Burgbergstraße 8, Uferweg 2 (Flst.Nr. 2-41, 2-41/3) (Karte) |           | Schafscheune Geschützt nach § 2 DSchG                                                        |    |
|      | Bauernhaus                                                          | Burgbergstraße 12 (Flst.Nr. 2-54) (Karte)                   |           | Bauernhaus Geschützt nach § 2 DSchG                                                          |    |
|      | Kellerhaus                                                          | Burgbergstraße 14 (Flst.Nr. 2-54, 2-56) (Karte)             |           | Kellerhaus Geschützt nach § 2 DSchG                                                          |    |
|      | Bahnwärterhaus                                                      | Burgbergstraße 18 (Flst.Nr. 2-57) (Karte)                   |           | Bahnwärterhaus Geschützt nach § 2 DSchG                                                      |    |
|      | Parallelgehöft mit Haupthaus, Backofen und Scheune – Sachgesamtheit | Uferweg 1 (Flst.Nr. 2-58) (Karte)                           |           | Parallelgehöft mit Haupthaus, Backofen und Scheune (Sachgesamtheit) Geschützt nach § 2 DSchG |    |
|      | Schafscheune                                                        | Uferweg 2                                                   |           | Schafscheune – siehe Burgbergstraße 8 Geschützt nach § 2 DSchG                               |    |

### Hinterbüchelberg
| Bild | Bezeichnung                                                                | Lage                                                            | Datierung | Beschreibung | ID |
| ---- | -------------------------------------------------------------------------- | --------------------------------------------------------------- | --------- | --- | -- |
|      | Gestelztes Wohnstallhaus, Doppelscheune und Ausgedinghaus – Sachgesamtheit | Hinterbüchelberg 18, 21 (Flst.Nr. 3-47, 3-57/2, 3-57/7) (Karte) | 1845      | Erdgeschoss umgebaut, sonst Fachwerk; reicher Eckpfosten mit Inschrift, 1845. Dazugehörig: Doppelscheune in gleicher Bauweise, etwa gleichzeitig, und Ausgedinghaus (Sachgesamtheit) Geschützt nach § 2 DSchG | BW |
|      | Ehemaliges Schulhaus                                                       | Obere Schäufelgasse 9 (Flst.Nr. 3-91/1)                         |           | Ehemaliges Schulhaus Geschützt nach § 2 DSchG |    |

### Hintermurrhärle
| Bild | Bezeichnung     | Lage                                         | Datierung | Beschreibung                                              | ID |
| ---- | --------------- | -------------------------------------------- | --------- | --------------------------------------------------------- | -- |
|      | Altes Schulhaus | Hintermurrhärle 6 (Flst.Nr. 4-120/3) (Karte) | 1857      | Gemauert und Fachwerk, auf dem First Glockenturm, „1857“. | BW |

### Hinterwestermurr
| Bild | Bezeichnung                         | Lage                                                                       | Datierung           | Beschreibung | ID |
| ---- | ----------------------------------- | -------------------------------------------------------------------------- | ------------------- | --- | -- |
|      | Zwei Steinkreuze                    | (Flst.Nr. 1-106) – auf einer Anhöhe am alten Weg zur Westermurrer Sägmühle | 15./16. Jahrhundert | Zwei Steinkreuze, Stubensandstein, 15./16. Jahrhundert. Jetzt in der Nähe des ursprünglichen Standorts auf einer Anhöhe am alten Weg zur Westermurrer Sägmühle. (Zwischen 1970 und 1980 in Fornsbach aufgestellt) Geschützt nach § 2 DSchG |    |
|      | Ehemaliges gestelztes Wohnstallhaus | Hinterwestermurr 1 (Flst.Nr. 1-9/1) (Karte)                                | 1839(?)             | Gemauert mit veränderten Öffnungen, an der hinteren Langseite freier Fachwerkstock. 1839(?). Geschützt nach § 2 DSchG | BW |

### Hohenstein
| Bild | Bezeichnung                                                            | Lage                                                                                                  | Datierung | Beschreibung | ID |
| ---- | ---------------------------------------------------------------------- | --- | --------- | --- | -- |
|      | Villa Franck mit Park, Nebengebäuden und Nebenanlagen – Sachgesamtheit | Hoffeld 2, Hohenstein 1, 3 (Flst.Nr. 0-1512, 0-1514, 0-1514/1, 0-1514/2, 0-1756/2, 4-223-224) (Karte) | 1905/06   | Villa Franck mit Park (erstreckt sich auch auf Flst.Nr. 223 in Murrhardt-Hintermurrhärle) und darin vorhandenen Nebengebäuden und Nebenanlagen (Sachgesamtheit) Die ehemalige Villa des Ehrenbürgers Robert Franck thront als schlossartiges Gebäude hoch über dem Murrtal. Architekten waren die Stuttgarter Schmohl und Staehlin. Geschützt nach § 12 DSchG |    |

### Hördter Mühle
| Bild | Bezeichnung             | Lage                                                       | Datierung       | Beschreibung | ID |
| ---- | ----------------------- | ---------------------------------------------------------- | --------------- | --- | -- |
|      | Brücken (bei der Mühle) | (Flst.Nr. 5-70, 8-117, 13-240, 13-240/4, 13-286/1) (Karte) | 18. Jahrhundert | Brücken (bei der Mühle) Über den Trauzenbach, eine unterhalb, zwei oberhalb, jede in einem Bogen gemauert; 18. Jahrhundert. Geschützt nach § 2 DSchG                                             | BW |
|      | Ehemalige Mahlmühle     | Hördter Mühle 1 (Flst.Nr. 13-286/1) (Karte)                | 1763            | In der Trauzenbachschlucht unterhalb des Hördt-Hofes gelegen. Mit ornamentiertem Rundbogenportal, Müllerwappentafel und verzierter Quaderkante, alles vom Bau von 1763. Geschützt nach § 2 DSchG | BW |

### Karnsberg
| Bild | Bezeichnung | Lage                                  | Datierung | Beschreibung                        | ID |
| ---- | ----------- | ------------------------------------- | --------- | ----------------------------------- | -- |
|      | Sühnekreuz  | (Flst.Nr. 7-81)                       |           | Sühnekreuz Geschützt nach § 2 DSchG |    |
|      | Bauernhaus  | Karnsberg 18 (Flst.Nr. 7-30) (Karte)  |           | Bauernhaus Geschützt nach § 2 DSchG | BW |
|      | Bauernhaus  | Karnsberg 33 (Flst.Nr. 7-8/2) (Karte) |           | Bauernhaus Geschützt nach § 2 DSchG | BW |

### Kieselhof
| Bild | Bezeichnung              | Lage                                   | Datierung | Beschreibung                                                                             | ID |
| ---- | ------------------------ | -------------------------------------- | --------- | ---------------------------------------------------------------------------------------- | -- |
|      | Gestelztes Wohnstallhaus | Kieselhof 6 (Flst.Nr. 8-8/2) (Karte)   | 1800      | Gemauert und Fachwerk; Eckpfosten mit Namen und Baujahr „1800“. Geschützt nach § 2 DSchG | BW |
|      | Gestelztes Wohnstallhaus | Kieselhof 22 (Flst.Nr. 8-88/5) (Karte) | um 1800   | Gestelztes Wohnstallhaus, gemauert und Fachwerk, um 1800. Geschützt nach § 2 DSchG       | BW |

### Kirchenkirnberg
| Bild           | Bezeichnung                                                    | Lage                                                    | Datierung       | Beschreibung | ID |
| -------------- | -------------------------------------------------------------- | ------------------------------------------------------- | --------------- | --- | -- |
|                | Bauernhaus                                                     | Alter Kirchweg 2 (Flst.Nr. 0-60) (Karte)                |                 | Bauernhaus Geschützt nach § 2 DSchG | BW |
| Weitere Bilder | Evangelische Pfarrkirche                                       | Spielhofstraße 2 (Flst.Nr. 0-12) (Karte)                |                 | Evangelische Pfarrkirche Geschützt nach § 2 DSchG |    |
|                | Evangelischer Pfarrhof: Pfarrhaus und Scheune – Sachgesamtheit | Spielhofstraße 4, 4/1 (Flst.Nr. 0-16/2, 0-16/3) (Karte) |                 | Evangelischer Pfarrhof: Pfarrhaus und Scheune (Sachgesamtheit) Geschützt nach § 2 DSchG | BW |
|                | Bogenbrücke                                                    | Tälesstraße (Flst.Nr. 0-30, 0-231)                      |                 | Bogenbrücke über das Gaisbachbächle Geschützt nach § 2 DSchG |    |
|                | Mühle (§ 28) mit technischer Einrichtung – Sachgesamtheit      | Tälesstraße 21 (Flst.Nr. 0-230) (Karte)                 | 1538 (Nachweis) | Mühle (§ 28) mit technischer Einrichtung (Sachgesamtheit § 2): Die Glattenzainbachmühle war eine der ersten Wohnstätten im Vorgängerort Kirnberg. Sie verfügt über eine historische, fast vollständige Mühleneinrichtung. Das rekonstruierte Mühlrad ist mit 7,7 Meter Durchmesser das größte im Schwäbischen Wald. Geschützt nach §§ 28, 2 DSchG | BW |
|                | Bauernhaus                                                     | Welzheimer Straße 14 (Flst.Nr. 0-95/1) (Karte)          |                 | Bauernhaus Geschützt nach § 28 DSchG | BW |
|                | Reste der spätgotischen Pfarrkirche (Sachgesamtheit)           | Welzheimer Straße 28 (bei) (Flst.Nr. 0-108) (Karte)     |                 | (als Spolien im Gartenhaus bei Haus Nr. 28 enthalten) Reste der spätgotischen Pfarrkirche (Sachgesamtheit) Geschützt nach § 2 DSchG | BW |

### Klingen
| Bild | Bezeichnung     | Lage | Datierung | Beschreibung | ID |
| ---- | --------------- | --- | --------- | --- | -- |
|      | Sühnekreuz      | K 1900 (Flst.Nr. 9-153) – an der Straße nach Käsbach, an der Abzweigung der Straße zum Klettenhöfle links (Karte) | um 1500   | Sühnekreuz, beritzt mit Pflugschar, um 1500 Geschützt nach § 2 DSchG                                                                           | BW |
|      | Ehemalige Mühle | Klingen 17 (Flst.Nr. 9-5/1) (Karte)                                                                               | 1809      | Zweigeschossiges gemauertes Giebelhaus mit Radkasten quer durchs Haus; eisenarmiertes Holzrad. 1809, stark verändert. Geschützt nach § 2 DSchG | BW |

### Köchersberg
| Bild | Bezeichnung              | Lage                                      | Datierung | Beschreibung | ID |
| ---- | ------------------------ | ----------------------------------------- | --------- | --- | -- |
|      | Rest eines Bildstocks    | In Köchersberg (Flst.Nr. 10-93/2)         |           | Formloser Sockelblock eines spätgotischen Bildstocks Geschützt nach § 2 DSchG                                                                                         |    |
|      | Gestelztes Wohnstallhaus | Köchersberg 6 (Flst.Nr. 10-2) (Karte)     | 1802      | Gemauert mit vorgebautem Kellerhals, Fachwerkstock, Satteldach, Haustür bezeichnet „1802“. Geschützt nach § 2 DSchG                                                   | BW |
|      | Doppelwohnhaus           | Köchersberg 12 (Flst.Nr. 10-26) (Karte)   | 1799      | Doppelwohnhaus (südlicher Ortsteil). Gemauert und Fachwerk mit Schrifttafel von 1799 (abgebrochen, Neubau). Linke Haushälfte 1893 verändert. Geschützt nach § 2 DSchG | BW |
|      | Nebengebäude             | Köchersberg 12/1 (Flst.Nr. 10-26) (Karte) | 1867      | Den Hof westlich begrenzendes Nebengebäude, gemauert und Fachwerk von „1867“, verändert. Geschützt nach § 2 DSchG                                                     | BW |

### Mettelberg
| Bild | Bezeichnung                         | Lage                                  | Datierung                      | Beschreibung | ID |
| ---- | ----------------------------------- | ------------------------------------- | ------------------------------ | --- | -- |
|      | Ehemaliges gestelztes Wohnstallhaus | Mettelberg 1 (Flst.Nr. 2-38) (Karte)  | Erstes Viertel 19. Jahrhundert | Ehemaliges gestelztes Wohnstallhaus von alter Gesamtform. Erstes Viertel des 19. Jahrhunderts. Geschützt nach § 2 DSchG                                   | BW |
|      | Gestelztes Wohnstallhaus            | Mettelberg 2 (Flst.Nr. 2-35) (Karte)  | 1807                           | Haustüren bezeichnet „1807“ und „1865“. Drei Sandsteintafeln mit Sinnsprüchen. 1865 mit älteren Teilen. Geschützt nach § 2 DSchG                          | BW |
|      | Gestelztes Wohnstallhaus            | Mettelberg 5 (Flst.Nr. 2-13) (Karte)  | 1823                           | Gemauert und Fachwerk, Satteldach, 1823. Geschützt nach § 2 DSchG                                                                                         | BW |
|      | Gestelztes Wohnstallhaus            | Mettelberg 7 (Flst.Nr. 2-14) (Karte)  | 1829                           | Gemauertes Wohnstallhaus und Fachwerk. Im Türsturz Inschrift. Fachwerk zum Teil vertäfert, 1829. Geschützt nach § 2 DSchG                                 | BW |
|      | Wohnstallhaus                       | Mettelberg 11 (Flst.Nr. 2-22) (Karte) | 18. Jahrhundert                | In alten Teilen eingestelztes Wohnstallhaus. Gemauert und Fachwerk, Satteldach. 18. Jahrhundert, umgebaut. Geschützt nach § 2 DSchG                       | BW |
|      | Gasthaus Zur Rose                   | Mettelberg 14 (Flst.Nr. 2-25) (Karte) | 1861                           | Das Gasthaus „Zur Rose“ ist ein gehobenes Dorfgasthaus des Nachklassizismus, gemauert und Fachwerk, vertäfert, Satteldach, 1861. Geschützt nach § 2 DSchG | BW |

### Oberneustetten
| Bild | Bezeichnung              | Lage                                                  | Datierung       | Beschreibung | ID |
| ---- | ------------------------ | ----------------------------------------------------- | --------------- | --- | -- |
|      | Brücke über den Gänsbach | An der Straße zum Gänshof (Flst.Nr. 4-11, 4-226)      | 19. Jahrhundert | Brücke über den Gänsbach (an der Straße zum Gänshof); steil parabolisch gewölbt, 19. Jahrhundert. Geschützt nach § 2 DSchG |    |
|      | Gestelztes Wohnstallhaus | Oberneustetten 1 (Flst.Nr. 3-8, 3-8/1, 3-8/4) (Karte) | 18. Jahrhundert | Gemauert und Fachwerk mit Satteldach. 18. Jahrhundert. Geschützt nach § 2 DSchG                                            | BW |

### Schloßhof
| Bild | Bezeichnung                         | Lage                                           | Datierung  | Beschreibung | ID |
| ---- | ----------------------------------- | ---------------------------------------------- | ---------- | --- | -- |
|      | Ehemaliges gestelztes Wohnstallhaus | Schlosshof 1 (Karte)                           | Um 1800    | Gemauert und Fachwerk, an der linken Giebelseite frei, sonst verändert und verputzt. Um 1800. Geschützt nach § 2 DSchG                                           | BW |
|      | Ehemaliges gestelztes Wohnstallhaus | Schlosshof 4, 6 (Flst.Nr. 3-2, 3-19/1) (Karte) | um 1860/70 | Gemauert mit veränderten Öffnungen und zum Teil verschaltem Fachwerk der Zeit um 1860/70 (Stein mit Jahreszahl „1799“ vom älteren Bau). Geschützt nach § 2 DSchG | BW |

### Schloßmühle
| Bild | Bezeichnung                                                     | Lage                                                         | Datierung | Beschreibung | ID |
| ---- | --------------------------------------------------------------- | ------------------------------------------------------------ | --------- | --- | -- |
|      | Mühlgehöft mit ehemaligem Mühlkanal und Brücke – Sachgesamtheit | Schlossmühle 1, 3 (Flst.Nr. 2-109, 2-112-113, 2-148) (Karte) |           | Mühlgehöft mit ehemaligem Mühlkanal und Sandsteinbrücke über den Otterbach (Sachgesamtheit). Geschützt nach § 2 DSchG | BW |

### Schwarzenmühle
| Bild | Bezeichnung                   | Lage                                                              | Datierung | Beschreibung                                                                                               | ID |
| ---- | ----------------------------- | ----------------------------------------------------------------- | --------- | --- | -- |
|      | Mühlengehöft – Sachgesamtheit | Schwarzenmühle 1, 5 (Flst.Nr. 0-1037, 0-1042/1, 0-1042/3) (Karte) |           | Haupthaus, ehemaliges Mahlgebäude, Backhäuschen und Mühlenweiher (Sachgesamtheit) Geschützt nach § 2 DSchG | BW |

### Siebenknie
| Bild | Bezeichnung                            | Lage                                    | Datierung | Beschreibung | ID |
| ---- | -------------------------------------- | --------------------------------------- | --------- | --- | -- |
|      | Gestelztes Wohnstallhaus               | Siebenknie 42 (Flst.Nr. 11-639) (Karte) | 1837      | Gemauert, Fachwerkstock an zwei Seiten neu verschalt, profilierte und ornamentierte Tür, 1837. Geschützt nach § 2 DSchG | BW |
|      | Ehemaliges Ausgeding- oder Seldnerhaus | Siebenknie 49 (Flst.Nr. 11-609) (Karte) | 1744      | Gemauert und Fachwerk, verputzt bis auf geschnitzten Eckpfosten, 1744. Geschützt nach § 2 DSchG                         | BW |

### Siegelsberg
| Bild | Bezeichnung                              | Lage                                                         | Datierung | Beschreibung                                                                | ID |
| ---- | ---------------------------------------- | ------------------------------------------------------------ | --------- | --------------------------------------------------------------------------- | -- |
|      | Seebachbrücke                            | Seebachstraße (Flst.Nr. 12-13, 12-13, 12-81, 12-137) (Karte) |           | Seebachbrücke Geschützt nach § 2 DSchG                                      | BW |
|      | Backhaus                                 | Seebachstraße 7 (Karte)                                      |           | Backhaus Geschützt nach § 2 DSchG                                           | BW |
|      | Bauernhaus                               | Seebachstraße 21 (Flst.Nr. 12-58) (Karte)                    |           | Bauernhaus Geschützt nach § 2 DSchG                                         | BW |
|      | Gehöft – Sachgesamtheit                  | Seebachstraße 25 (Flst.Nr. 12-52) (Karte)                    |           | Haupthaus und Scheune (Sachgesamtheit) Geschützt nach § 2 DSchG             | BW |
|      | Bauernhaus                               | Seebachstraße 27 (Flst.Nr. 12-48) (Karte)                    |           | Bauernhaus Geschützt nach § 2 DSchG                                         | BW |
|      | Gehöft – Sachgesamtheit                  | Seebachstraße 35, 37 (Flst.Nr. 12-43-44) (Karte)             |           | Haupthaus und Scheune (Sachgesamtheit) Geschützt nach § 2 DSchG             |    |
|      | Bauernhaus und Backhaus – Sachgesamtheit | Seebachstraße 40 (Flst.Nr. 12-20) (Karte)                    |           | Bauernhaus und Backhaus (Sachgesamtheit) Geschützt nach § 2 DSchG           | BW |
|      | Bauernhaus und Backhaus – Sachgesamtheit | Seebachstraße 44, 48 (Flst.Nr. 12-24/2, 12-25) (Karte)       |           | Bauernhaus (Nr. 48) und Backhaus (Sachgesamtheit). Geschützt nach § 2 DSchG |    |
|      | Gehöft – Sachgesamtheit                  | Seebachstraße 49 (Flst.Nr. 12-37) (Karte)                    |           | Haupthaus und Scheune (Sachgesamtheit) Geschützt nach § 2 DSchG             | BW |
|      | Doppelhaus                               | Seebachstraße 60, 62 (Flst.Nr. 12-201/2, 12-201/3) (Karte)   |           | Doppelhaus Geschützt nach § 2 DSchG                                         |    |
|      | Backhäuschen                             | Seebachstraße 61 (Flst.Nr. 12-32) (Karte)                    |           | Backhäuschen Geschützt nach § 2 DSchG                                       | BW |
|      | Schäferhaus                              | Seebachstraße 65 (Flst.Nr. 12-31) (Karte)                    |           | Schäferhaus Geschützt nach § 2 DSchG                                        | BW |
|      | Backhäuschen                             | Seebachstraße 77 (Flst.Nr. 12-138/7) (Karte)                 |           | Backhäuschen Geschützt nach § 2 DSchG                                       | BW |

### Spechtshof
| Bild | Bezeichnung              | Lage                               | Datierung | Beschreibung | ID |
| ---- | ------------------------ | ---------------------------------- | --------- | --- | -- |
|      | Stallscheune             | Bei Spechtshof 9 (Flst.Nr. 13-204) |           | Stallscheune (bei Spechtshof 9), gleichartig und gleichzeitig. Geschützt nach § 2 DSchG                                 |    |
|      | Gestelztes Wohnstallhaus | Spechtshof 9 (Flst.Nr. 13-204)     | 1825      | Gestelztes Wohnstallhaus. Gemauert und Fachwerk, brettverschalt, steinerne Schrifttafel, 1825. Geschützt nach § 2 DSchG |    |

### Steinberg
| Bild | Bezeichnung                                       | Lage                                                                       | Datierung              | Beschreibung | ID |
| ---- | ------------------------------------------------- | -------------------------------------------------------------------------- | ---------------------- | --- | -- |
|      | Zweigeschossige Traufhaus-Hälfte – Sachgesamtheit | Mannenweiler Straße 11 (Flst.Nr. 13-78, 13-78/2, 13-78/6, 13-78/7) (Karte) | Frühes 17. Jahrhundert | Im gemauerten Erdgeschoss Spitzbogentür, Obergeschoss teilweise nach Fachwerk, unverputzt. Frühes 17. Jahrhundert mit älteren Teilen. Dazugehörig: Backofen, kaminlos, Rauchöffnung mit Steinschieber, erste Hälfte des 19. Jahrhunderts (Sachgesamtheit) Geschützt nach § 2 DSchG | BW |

### Unterneustetten
| Bild | Bezeichnung                                          | Lage                                                   | Datierung | Beschreibung                                                                  | ID |
| ---- | ---------------------------------------------------- | ------------------------------------------------------ | --------- | ----------------------------------------------------------------------------- | -- |
|      | Bauernhaus                                           | Unterneustetten 1 (Flst.Nr. 4-10) (Karte)              |           | Bauernhaus Geschützt nach § 2 DSchG                                           | BW |
|      | Haufengehöft – Sachgesamtheit                        | Unterneustetten 4, 15 (Flst.Nr. 4-9/3, 4-10/1) (Karte) |           | Haufengehöft (Sachgesamtheit) Geschützt nach § 2 DSchG                        | BW |
|      | Gehöft – Sachgesamtheit                              | Unterneustetten 10 (Flst.Nr. 4-17, 4-17/1) (Karte)     |           | Haupthaus, Backhäuschen und Scheune (Sachgesamtheit) Geschützt nach § 2 DSchG | BW |
|      | Bauernhaus und zugehöriges Backhaus – Sachgesamtheit | Unterneustetten 11 (Flst.Nr. 4-46) (Karte)             |           | Bauernhaus und zugehöriges Backhaus (Sachgesamtheit) Geschützt nach § 2 DSchG | BW |

### Vorderwestermurr
| Bild | Bezeichnung | Lage                                         | Datierung       | Beschreibung | ID |
| ---- | ----------- | -------------------------------------------- | --------------- | --- | -- |
|      | Giebelhaus  | Vorderwestermurr 30 (Flst.Nr. 14-10) (Karte) | 18. Jahrhundert | Der unteren Hauptstraße zugekehrtes Giebelhaus, gemauert und Fachwerk, blechverschalt, in den Öffnungen verändert. 18. Jahrhundert. Geschützt nach § 2 DSchG | BW |

### Waltersberg
| Bild | Bezeichnung | Lage                                   | Datierung | Beschreibung | ID |
| ---- | ----------- | -------------------------------------- | --------- | --- | -- |
|      | Bauernhaus  | Waltersberg 1 (Flst.Nr. 15-11) (Karte) | 1765      | Bauernhaus, verändert. Gemauert und in größtenteils vertäfeltem Fachwerk mit Schrifttafel. 1765. Geschützt nach § 2 DSchG | BW |

### Wolkenhof
| Bild | Bezeichnung                            | Lage                                                                | Datierung | Beschreibung | ID |
| ---- | -------------------------------------- | ------------------------------------------------------------------- | --------- | --- | -- |
|      | Sogenannter Wolkenhof – Sachgesamtheit | Wolkenhof 14, 14/2 (Flst.Nr. 0-1494/1, 0-1496-1497, 0-1511) (Karte) |           | Der sogenannte Wolkenhof liegt am Hang des Hofbergs über der Stadt; der Berg ist nach dem Wolkenhof, einer kleinen Burg des Murrhardter Stadtadels aus dem 11./12. Jahrhundert, benannt. Im Hof des Anwesens steht noch das alte „Weingärtnerhaus“, ein Teil der alten Burg und Hinweis auf den früheren Weinbau an dem sonnigen Hang. Der Wolkenhof wurde 1883 vom Ehrenbürger der Stadt, dem Tiermaler Heinrich von Zügel erworben, der hier sein Atelier hatte. Wurzeln im Wolkenhof hatte auch sein Schwiegersohn, der Kunstmaler Emanuel Hegenbarth (1868–1923), der die Tochter Anna Emilie von Zügel 1902 geheiratet hatte. Geschützt nach § 2 DSchG | BW |